# Chris Cross
Chris Cross («Крис Кросс») — тринадцатая серия одиннадцатого сезона мультсериала «Гриффины». Премьерный показ состоялся 17 февраля 2013 года на канале FOX.

## Сюжет
Над Крисом смеются в школе из-за его обновки — кроссовки непопулярной марки. Крис очень опечален этим, он просит денег на покупку новых пар кроссовок у Лоис и Питера, но те отказывают ему, ведь денег и так почти нет.
Поздно вечером Крис проходит мимо комнаты родителей, видит, что в ней никого нет, зато в сумке Лоис лежит кошелёк. Крис решается украсть деньги незаметно, но в этот момент его видит Мег, которая решает превратить Криса в своего раба взамен на то, чтобы ни о чём не рассказывать Лоис о происшедшем.
Стьюи пристращается к творчеству певицы Эн Мюррей, ему очень нравятся её песни. Брайан высмеивает новое увлечение Стьюи, говоря о том, что песни Мюррей просто ужасны. Стьюи не согласен с Брайаном и пытается ему это доказать, спев одну из песен певицы. Брайан во время песни вспоминает моменты из своей жизни, у него накатываются слезы. Он признается Стьюи, что был не прав по поводу Эн Мюррей.
Крису достаются все дела Мег, он не может от них отказаться, ведь в противном случае Мег обо всем расскажет родителям. В конце концов, Крис заявляет, что больше не будет прислуживать Мег. Он сбегает из дома к своему соседу, Герберту, который не может поверить своему счастью. Однако, совсем скоро Герберт жалеет о своем решении пустить Криса в свой дом: повсюду бардак, Крис хамит Герберту, за что тот его выгоняет из своего дома.
Брайан и Стьюи вместе слушают песню «Снегирь». Друзья спорят о том, что конкретно певица имела в виду под словами этой песни. Единственным решением доказать свою правоту оба видят в поездке домой к Эн Мюррей. Приехав туда, оба понимают, что были не правы. Брайан ненадолго отлучается в туалет, а Стьюи случайно узнает, что все песни, который поёт Эн Мюррей, написаны ней ей, а другими талантливыми людьми. Стьюи в бешенстве: он связывает певицу. Прибежавший Брайан пытается объяснить Стьюи, что это совершенно нормально, когда певцы не сами пишут свои песни, но Стьюи уже не остановить: он заставляет петь Эн Мюррей перед дулом пистолета.
Мег находит Криса, который только что ушёл от Герберта. Она извиняется перед ним и говорит, что не будет ничего говорить родителям. Крис отвечает, что им обоим нелегко живется в семье, и чтобы выжить, им нужно держаться вместе. Вместе они уходят домой.

## Рейтинги
- Рейтинг эпизода составил 2.4 среди возрастной группы 18-49 лет.
- Серию посмотрело порядка 4.87 миллиона человек.
- Серия стала самой просматриваемой в ту ночь «Animation Domination» на FOX, победив по количеству просмотров новые серии «Симпсонов», «Шоу Кливленда» и «Американского Папаши!»[1].

## Критика
- Алистер Уилкинс из A.V Club дал эпизоду оценку C, говоря: «Нет четкой комедийной цели, сюжетная линия в основном наполнены сдержанным юмором.» Тем не менее, он похвалил сюжетную линию Брайана и Стьюи, заявив, что «история Брайана и Стьюи значительно лучше.»[2]
- Джон Блаббер из Bubbleblabber дал эпизоду 7/10 баллов: «В данном эпизоде сюжет Криса смешался с жизнью Эн Мюррей. Данный эпизод не должен был в себе совмещать два сюжета вместе.»[3]
- Картер Дотсон из TV Fanatic полностью раскритиковал эпизод, дав ему всего лишь 1,5/5 баллов: «Это было абсолютно не смешно.»[4]